# IC 901
IC 901 ist eine Spiralgalaxie vom Hubble-Typ Sb im Sternbild Jungfrau auf der Ekliptik. Sie ist schätzungsweise 572 Millionen Lichtjahre von der Milchstraße entfernt und hat einen Durchmesser von etwa 135.000 Lichtjahren. Vermutlich bildet sie mit PGC 47944 ein gravitativ gebundenes Galaxienpaar.

Im selben Himmelsareal befinden sich u. a. die Galaxien NGC 5221, NGC 5226, NGC 5230, IC 898.
Das Objekt wurde am 24. Mai 1892 vom französischen Astronomen Stéphane Javelle entdeckt.